# قطعنامه ۱۱۵ شورای امنیت
قطعنامه ۱۱۵ شورای امنیت سازمان ملل متحد که در تاریخ ۲۰ ژوئن ۱۹۵۶ تصویب شد، سندی بین‌المللی دربارهٔ پذیرش اعضای جدید سازمان ملل متحد: مراکش است. این قطعنامه طی نشست ۷۳۱ام با ۱۱ موافق، ۰ مخالف و ۰ ممتنع تصویب شد.